# 船山浩志
船山 浩志（ふなやま ひろし、1935年1月16日 - 2016年9月7日）は、日本の元バレーボール選手、バレーボール指導者。

## 人物
1935年1月16日、東京府出身。早稲田大学で選手としてプレーした後、1958年（昭和32年）に同大を卒業。
1960年（昭和35年）、ヤシカ本社バレーボール部創設と同時に監督に就任。
1966年（昭和41年）8月6日、第5回世界選手権兼第5回アジア大会全日本代表選手選考会の3日目に開催されたヤシカ - 日紡貝塚戦にて、船山が采配を揮うヤシカがセットカウント3-2で勝利を収め、日紡貝塚の公式戦連勝記録（258連勝）をストップする大金星を挙げた試合は日本バレーボール界の歴史に残る。
1966年に日本女子代表監督に就任、第5回世界選手権で優勝に導いた。また1973年にも二度目の日本代表監督を務め、ウルグアイで開催された第1回バレーボールワールドカップで準優勝となっている。
ヤシカ監督としては岩原豊子、飯田高子、浜恵子など日本代表選手を育成した。
1974年にバレーボールの現場を離れ、1974年から1983年までヤシカ・ブラジル現地法人社長としてブラジルに在住してビジネスを展開する傍ら、ブラジルバレーボールの指導に当たっていた。その縁で船山はヤシカバレーボール部を継承した日本電気女子バレーボール部とバレーボールブラジル女子代表が日本で合同合宿を行う橋渡しをしていたこともあった。
昭和時代の日本女子バレーボール界に於いて何かと対立関係にあった小島孝治（ユニチカ）と山田重雄（日立武蔵）の両指導者の間で緩衝材的役割を担い、両者の仲立ちを務めたのも船山であったという。
晩年は千葉県浦安市に拠点を置く『NPO法人ゆい思い出工房』理事長を務めていた。
2016年9月7日、東京都内の自邸に於いて心筋梗塞のために永眠。81歳没。